# كونراد بلاوتس

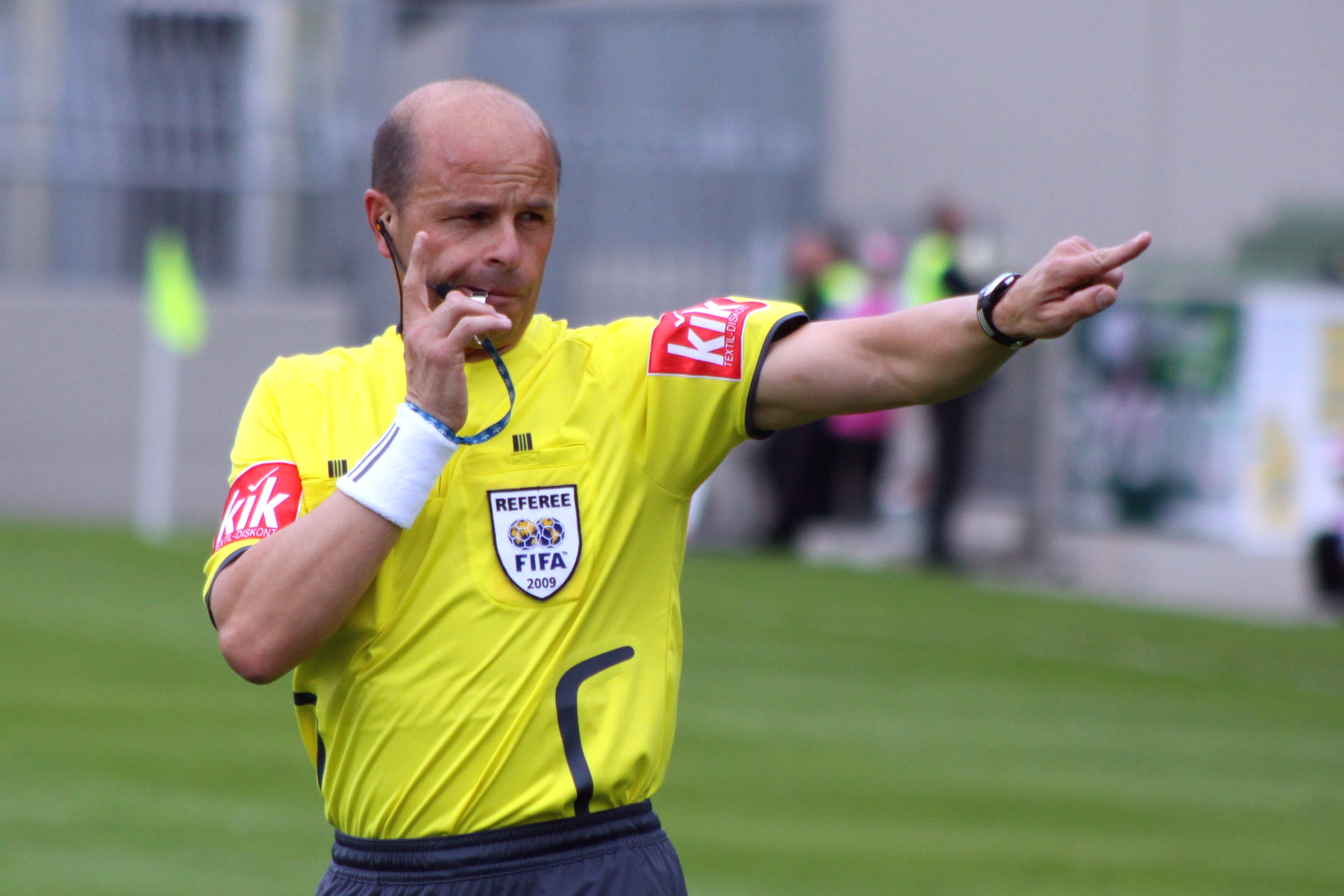
Konrad Plautz

كونراد بلاوتس (بالألمانية: Konrad Plautz)‏ ، من مواليد 16 أكتوبر 1964 في نافيس ، حكم كرة قدم نمساوي دولي.
حكم في بطولة أمم أوروبا لكرة القدم 2008.

## وصلات خارجية
- كونراد بلاوتس على موقع Soccerway.com (الإنجليزية)